# 布列斯特區
布列斯特區（羅馬化：Brestskiy rayon）是白俄羅斯西南部布列斯特州的一個區，行政中心为布列斯特，面積1,544.97平方公里，2009年人口39,426，人口密度每平方公里25.26人。